# Musea Zutphen
De Musea Zutphen bestaat uit twee musea in Zutphen: het cultuurhistorische Stedelijk Museum Zutphen en Museum Henriette Polak voor beeldende kunst. Deze zijn sinds mei 2017 samen gevestigd in het voormalige stadspaleis Hof van Heeckeren.
Na zeven maanden trokken de Musea Zutphen 51.297 bezoekers.